# Ostaszewo Toruńskie
Ostaszewo Toruńskie – stacja kolejowa w Ostaszewie na linii kolejowej nr 207, w województwie kujawsko-pomorskim.

## Ruch pasażerski
| Rok  | Wymiana pasażerska na dobę |
| ---- | -------------------------- |
| 2017 | 20-49                      |
| 2022 | 50-99                      |